# Rogatec (monte)
Il Rogatec (in sloveno Mrtvi menih o Veliki Rogatec) con 1.557 m s.l.m. è una cima delle Alpi di Kamnik e della Savinja della sezione Alpi di Carinzia e di Slovenia.